# デッカチャン
デッカチャン（1976年9月4日 - ）は、日本のお笑い芸人。本名、重川 昌弘（しげかわ まさひろ）。
広島県東広島市生まれ、大阪府枚方市育ち。2020年3月末に吉本興業を退社し、以降はフリーで活動している。

## 人物
- 血液型はO型。身長183cm、体重120kgの巨漢の男性。
- 大阪NSC15期生でありながら、1997年デビューの南野やじが『エンタの神様』（日本テレビ）に出演の際、ネタ中に同期であると発言、ガリットチュウやあべこうじら東京NSC2期生と自他共に同期扱いなど大阪NSCでいうと17期扱いされることが多い。これはNSCを途中で辞めており1997年に劇場からデビューしているためである。
- かつて「シャイニング」と言うコンビでツッコミをやっていたが解散し、ピン芸人になる。『元祖!でぶや』（テレビ東京）に出演した際、解散した理由は太りだしたため、本来はツッコミであるが見た目はボケにしか見えなくなったからと話した。また番組レギュラーである石塚英彦から、「浅草（芸人）の香りがする」と言われた。
- 『おはスタ』（テレビ東京）のスタジオ内でとび蹴り（？）を披露したが、ズボンが破けたというハプニングがあった。
- 2008年8月30日によしもと浅草花月にて、ハローケイスケとのコンビ『スッテンコロリン』として初出演（デッカチャンは「コロリン」担当）。このコンビで、2008年、2009年の『M-1グランプリ』にも出場した。
- 顔および体格がフジテレビアナウンサーの佐野瑞樹に酷似しているが、佐野アナ自身にこれといった特徴がないため、ネタにしづらいとのこと。
- 芸人活動の傍ら、千原兄弟の千原せいじが経営していた飲食店『せじけん』で働いていた。
- 2012年の大晦日に、4年間交際していた女性と入籍した。
- 『アキネイターでよく検索される有名人』に選ばれたことがある。
- 2017年よりYouTuberとしても活躍している他、DJとしても活動中。
- 2019年6月と2021年4月に札幌KING XMHU（キングムー）でゲストとして出演した。
- 2020年3月31日をもって、吉本興業を退社し、フリーでピン芸人としての活動をしている。
- 漫画家の猿渡哲也と親交があることで知られている。

## 芸風
- 主な持ちネタは「気づいちゃったマーチ」。赤をモチーフとした衣装と髪をしたマーチングバンドの扮装でスネアドラムをたたきながら登場し、「デッカチャンだよ」からはじめ、「気付いちゃった、気付いちゃった、ワ〜イワイ」と言うフレーズとともにあるあるネタや現代社会を生きる人々の矛盾した行動を独自の視点から斬る革新的なネタを披露する。因みに「気付いちゃった〜」という際は最初にカウベルを叩くのも右手であり、以降右2に対して左1の割合で小太鼓を叩く。叩いている際はゴー⭐︎ジャスに引けを取らないほど足踏みをする。後半からは「僕みたいに太っている人は・・・」とデブのあるあるネタに変わり、ネタとネタをタクシーホーンを鳴らすと共に「しかも〜」で繋ぎ複数回行う。最後に「デッカチャンでした」という掛け声とともに両手に持ったバチを胸の前で二回程度前後させる動作を行い終了。

- DJとしても活動中で、2013年10月には大阪城ホールでNMB48の「3rd Anniversary Special Live」のオープニングDJも勤めた。
- ピン芸人としてだけでなく、RED CURRYRICEとして大地洋輔（ダイノジ）、大江健次（こりゃめでてーな）、平井俊輔（どりあんず）と豊満乃風を、また、2013年より後輩の小学生マジシャンあきととユニットを組んで活動中。
- 2700ツネ率いるパフォーマンスユニット「BAD×TEN」でもDJを担当[2]。

## 主な出演作品

### テレビ
- おはスタ（基本的に第1部の出演だったが、一度休暇中のやまちゃんに代わり、一日だけ代理MCとして第2部にも出演した。）
- BACK UP
- ザ! キャッシュマン
- エンタの神様※2005年7月2日にデビュー　キャッチコピーは「響け！気づいちゃったマーチ」
- ダウンタウンのガキの使いやあらへんで『第1回チキチキ芸人イビキ発表会』
- ぶちぬき
- 元祖!でぶや
- ヨシモト∞（月曜日）
- あらびき団（2008年10月29日）
- 小中学生教科書クイズ（2010年9月20日)　日本テレビ
- バカソウル　豊満乃風のメンバー　テレビ東京
- 嵐にしやがれ (2013年3月16日 OA 『嵐もエンタの神様しやがれスペシャル！！ 芸能界でしぶとく生き残る極意』 『ナニワの大師匠　桂文枝アニキから お笑い界伝説の噂話　聞き込みやがれ』 日本テレビ
- オールナイトフジコ（フジテレビ、2023年11月11日）

### ドラマ
- 金曜エンターテイメント クリスマス特別企画「1億2千万人のボーイフレンド〜出会い系サイト殺人事件」（2001年12月21日、フジテレビ系） - メル友 役
- ナースマン 第8話（2002年3月9日、日本テレビ） - お笑い芸人 役
- ムコ殿2003（2003年、フジテレビ）
- 日曜劇場「誰よりもママを愛す」 第7話（2006年8月13日、TBS） - オカマバーの客 役
- 24時間あたためますか?〜疾風怒涛コンビニ伝〜（2008年3月15日、日本テレビ系列）
- 火花 第2話（2016年6月3日、Netflix）

### ラジオ
- 坂上みきのBeautiful「デッカチャンを日本男児に！企画」TOKYO FM

### ゲーム
- スーパー野田ゲーPARTY（2021年4月29日）「スーパーブロックくずして」に登場

## 音楽
| 発売日         | タイトル                                        |
| -------------- | ----------------------------------------------- |
| 2017年10月10日 | カラアゲイション / DJ DEKKA                     |
| 2018年10月24日 | オムラ / DJ DEKKA                               |
| 2019年7月24日  | MELTY KAKIGORI feat.M.O.A.I / DJ DEKKA          |
| 2020年7月26日  | THE DEKKA ANTHEM (CLUB MIX) / DJ DEKKA&DJ SEVEN |
| 2023年5月26日  | おにまんじゅう / DJ戦隊デッカチャンヤッコチャン |
| 2023年7月7日   | Melty Love (SHAZNAのカバー)                     |

### 参加作品
| 発売日         | タイトル                                                                                 |
| -------------- | ---------------------------------------------------------------------------------------- |
| 2018年11月14日 | EXIT『ネオチャラ(フィーチャラリング DJ DEKKA)』                                          |
| 2023年6月10日  | NANAYUHA『オレオレ詐欺バイバイ大作戦 (feat. デッカチャン)』                              |
| 2023年11月22日 | とろんとろんちーず『Pumpkin on the Cheese (feat. デッカチャン & Sogatch』                |
| 2023年11月22日 | とろんとろんちーず『Pumpkin on the Cheese (feat. Hatsune Miku, デッカチャン & Sogatch)』 |
| 2023年11月22日 | とろんとろんちーず『Cheese SANDWICH (feat. デッカチャン)』                               |